# The Simpsons (sæson 15)
Den femtende sæson af tv-serien The Simpsons blev første gang sendt i 2003 og 2004.

## Afsnit

### Treehouse of Horror XIV
Tekst mangler, hjælp os med at skrive teksten